# Charlie (film)
Charlie (ang. The Perks of Being a Wallflower) – amerykański dramat filmowy w reżyserii Stephena Chbosky’ego, zrealizowany na podstawie jego powieści pod tym samym tytułem. Laureat People's Choice Award w kategorii ulubiony dramat.

## Fabuła
Nastoletni Charlie (Logan Lerman) jest uczniem pierwszej klasy liceum w Pittsburghu. Nieśmiały i wyobcowany outsider nie ma lekko w nowym środowisku. Nie pasuje do żadnej grupy, a jego niekonwencjonalne poglądy nie ułatwiają mu procesu dopasowywania się do innych. Pierwsze miłosne doświadczenia, samobójstwo przyjaciela, relacje w rodzinie, narkotyki – z tym wszystkim Charlie zmaga się samotnie, aż do chwili, kiedy jego inteligencję i wrażliwość zauważają Sam (Emma Watson) i Patrick (Ezra Miller).

## Obsada
- Logan Lerman jako Charlie
- Emma Watson jako Sam
- Ezra Miller jako Patrick
- Mae Whitman jako Mary Elizabeth
- Kate Walsh jako matka Charliego
- Dylan McDermott jako ojciec Charliego
- Nina Dobrev jako Candace
- Joan Cusack jako Dr Burton